# Homeless Heart
Homeless Heart é o segundo single digital lançado pela cantora e atriz norte-americana Jennette McCurdy. A faixa foi lançada em 19 de maio de 2010 no iTunes.

## Antecedentes
"Homeless Heart"é uma homenagem a Cody Waters, um amigo de McCurdy, que faleceu aos 9 anos com câncer cerebral. Assim, 20% dos lucros arrecadados com o single foram doados a Cody Waters Foundation.

## Lista de faixas
A versão single de "Homeless Heart" contém apenas uma faixa de três minutos e dois segundos.
| Download digital |                  |         |  |
| N.º              | Título           | Duração |  |
| 1.               | "Homeless Heart" | 3:02    |  |